# Tenshin Shōden Katori Shintō-ryū

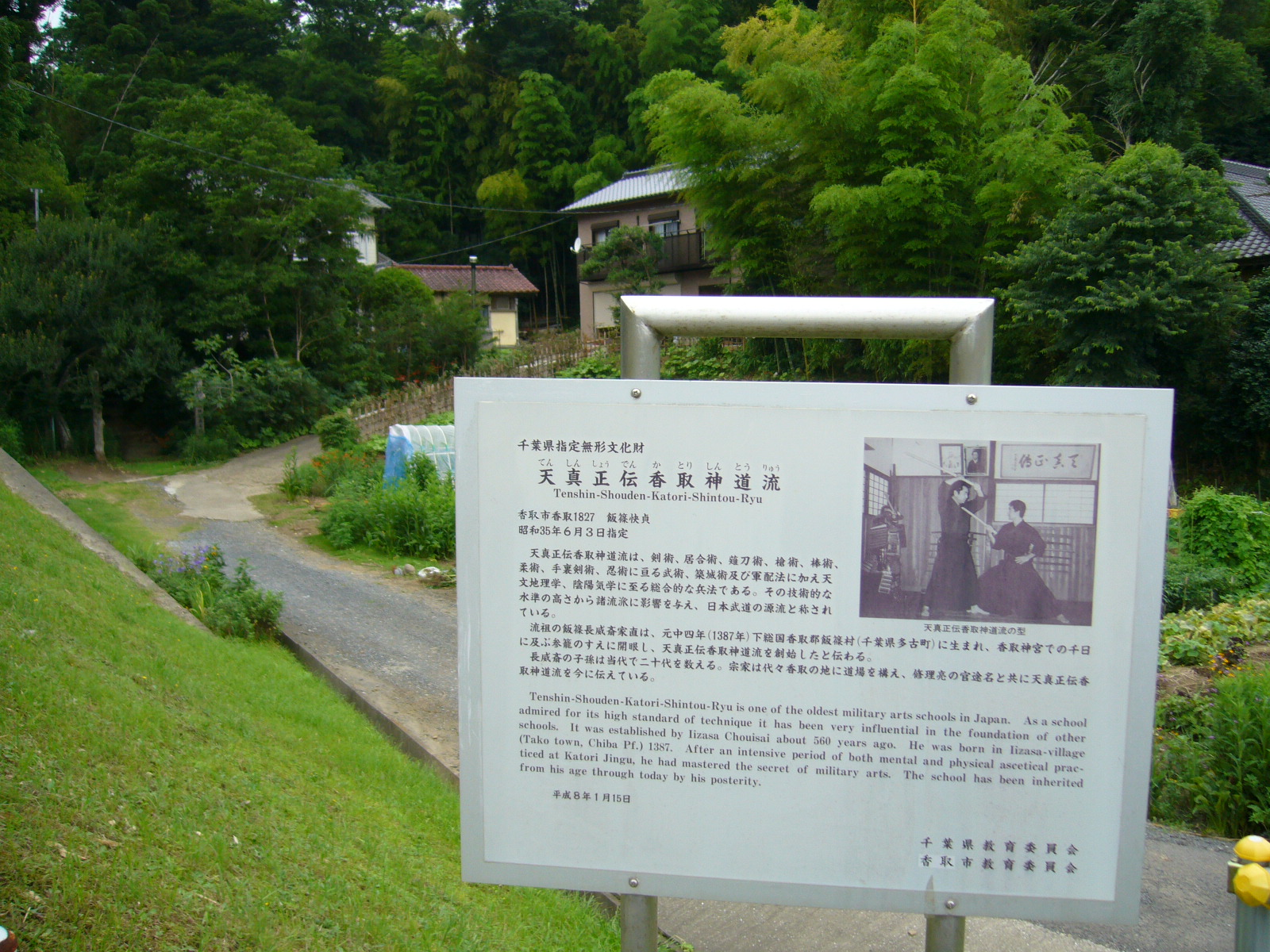
Informationsskylt framför Tenshin Shōden Katori Shintō Ryū Honbu dōjō i Katori.

Tenshin Shōden Katori Shintō-ryū (天真正伝香取神道流) är en japansk traditionell stridskonst, en Koryū bujutsu, grundad av Iizasa Chōi-sai Ienao (飯篠長威斉家直) på 1400-talet. Namnet betyder "Himlasända sanna läran från Katori (plats) Shinto (religion)-skolan", ofta förkortat till Shintō-ryū eller Katori. 
Det är en av de äldsta vapenskolorna som fortfarande utövas och är utnämnd till kulturskatt av japanska staten.
I skolan tränas iaijutsu - soloformer där man tränas i att dra och hantera ett katana (svärd), samt kenjutsu - parträning med vapenattrapper i trä: bokken (svärd), bō (stav), naginata (glav), ryoto (två svärd), kodachi (kortsvärd) och yari (lans).
Det finns även jūjutsu (obeväpnad strid), shuriken (kastvapen) samt esoteriska kunskaper som fortifikationsbyggnad och besvärjelser men det är inte en del av den vardagliga träningen.
Katori Shintō-ryū har en dokumenterad obruten linje av Sōke (stormästare), från grundaren Izasa Ienao till Iizasa Shūri-no-Suke Yasusada idag. Då Yasusada själv inte är en utövare utsågs Ōtake Risuke till Shihan (huvudinstruktör) och sedermera dennes andra son Kyōsō Shigetoshi.
Ōtake Risukes förstfödde son Otake Nobutoshi bedriver även träning på egen hand i familjens dōjō Shinbukan.
Ytterligare avgreningar är Sugino Yukihiro som tagit över efter sin far Sugino Yoshio som spred Katori Shintō-ryū till flera ställen i Europa. Samt Sugawara Tetsutaka som också startat flera grupper ute i världen, bland annat i Sverige.

## I Sverige

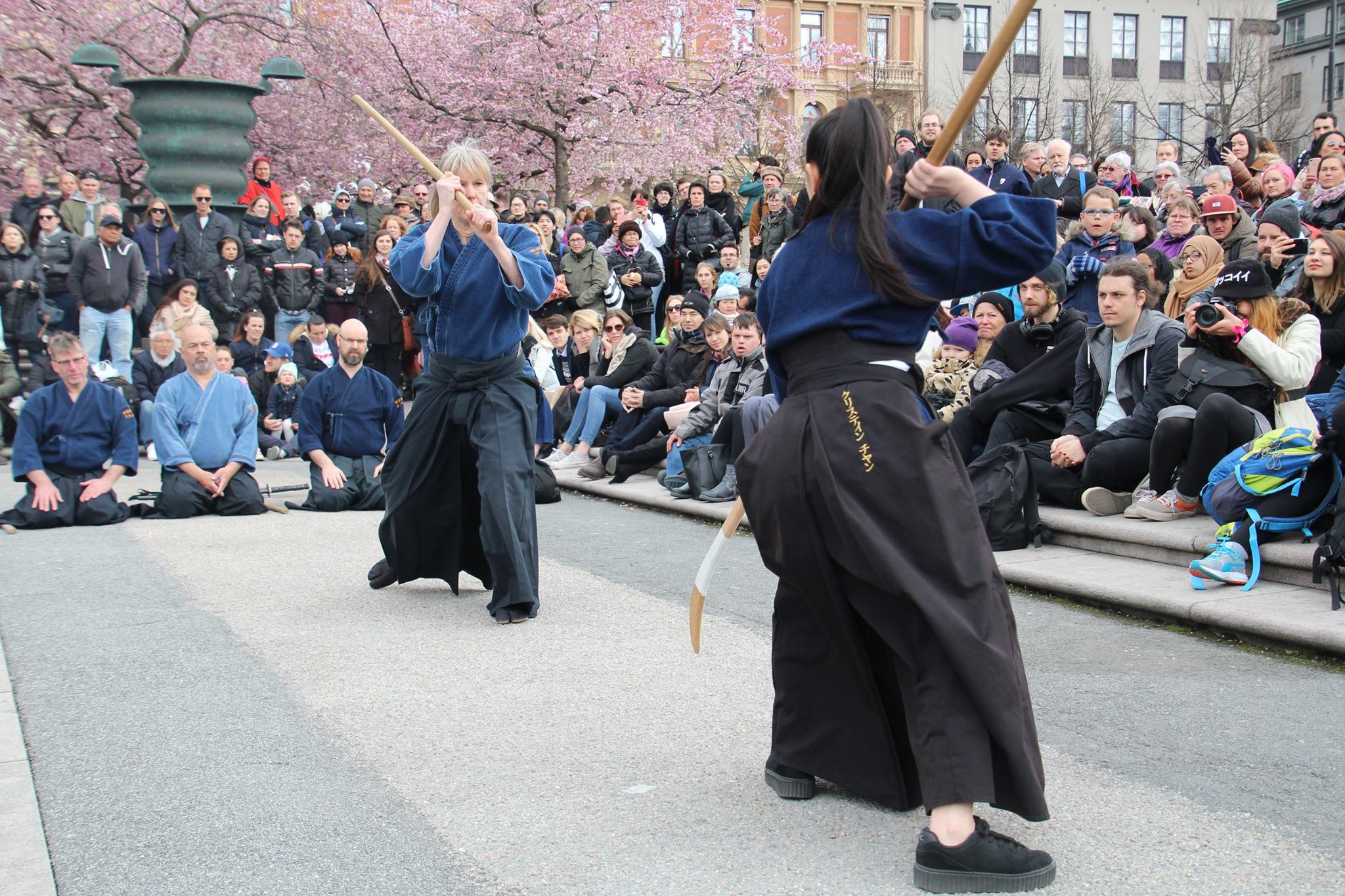
Katori Shintō-ryū på Körsbärsblommans dag i Kungsträdgården 2017.

Katori Shintō-ryū har tränats i Sverige sen 2003 då Peter Spangfort såg en uppvisning med Sugawara Tetsutaka i Japan. På hösten 2003 fick han tillsammans med Mikael Sjögren tillstånd att börja träna under ledning av Petteri Silenius i Åbo, Finland. Träningen organiserades först som en sektion i Järfälla Aikidoklubb, men sen 2019 som egen klubb: Sogo Budoklubb Stockholm. De har även aktiva medlemmar i Nyköping samt tidigare medlemmar i Skåne som tränar oregelbundet.
Det har tidigare funnits en klubb i Malmö som varit ansluten till Honbu dōjō under Ōtake Risuke, samt även Åre budokai IF under ledning av Thomas Palmelind.  Ingen av dessa är längre aktiva eller har väldigt liten verksamhet.
I Norrköping finns fortfarande en dojo sanktionerad av honbu under ledning av Roger Andersson (menkyo) med 16 års träning i Japan (2000-2016) under Otake sensei, sedan 2017 i Sverige, aktiv under Soke samt Kyoso Shigetoshi (Otake senseis yngsta son).
På Körsbärsblommans dag i Kungsträdgården i Stockholm har Järfälla Aikidoklubb sedermera Sogo Budoklubb Stockholm visat upp Katori Shintō-ryū i många år som en del av scenprogrammet som arrangeras av Japanska föreningen i Stockholm.